# 조지아 고속도로 S1호선

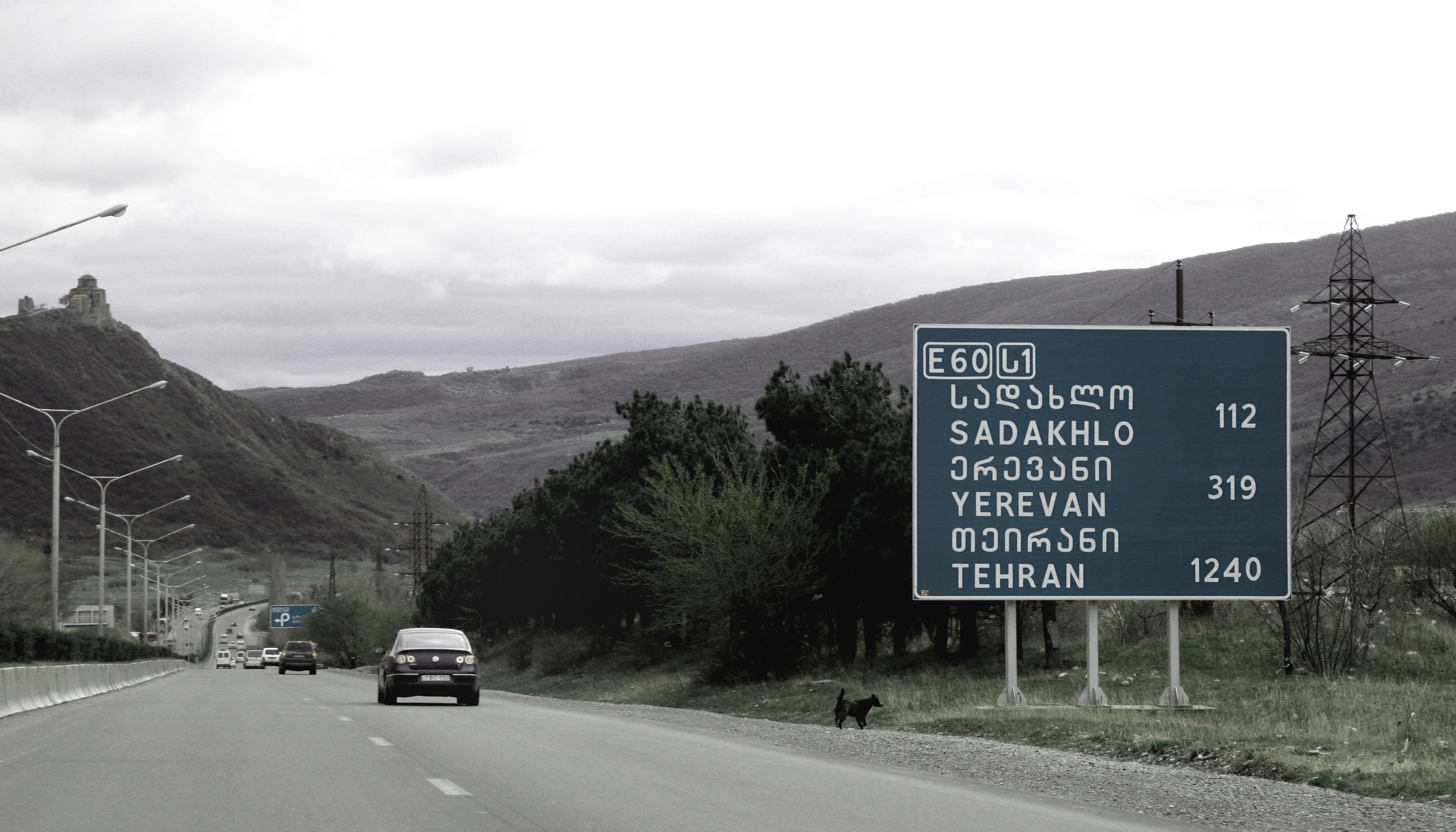
므츠헤타에서 트빌리시 방면으로 향하고 있는 조지아 고속도로 S1호선의 모습.

조지아 고속도로 S1호선(S1 highway, 조지아어: საერთაშორისო 1)은 트빌리시에서 세나키를 거쳐 러시아 국경인 레셀리제까지 이어주는 총 연장 552km의 거리를 가진 조지아의 고속도로이다. 그러나 이 도로는 트빌리시-세나키-레셀리제 고속도로로도 알려져 온 것으로 보인다.
이 고속도로는 아시안 하이웨이 5호선과 아시안 하이웨이 81호선 그리고 아시안 하이웨이 82호선의 일부 노선으로 운영되는 특이한 도로이기도 하며, 주요 경유지로는 므츠헤타, 고리, 카슈리, 제스타포니, 쿠타이시, 삼트레디아, 세나키, 주그디디, 수후미 그리고 가그라 등이 있다. 러시아 국경선을 넘어간 뒤에는 소치, 크라스노다르까지 연결된다. 그 외에도, 유럽 고속도로 60호선, 유럽 고속도로 97호선, 유럽 고속도로 117호선, 아시안 하이웨이 81호선, 아시안 하이웨이 82호선의 일부 도로로 운영되고 있다.
주그디디의 북부 지역에서는 조지아 정부에 의해 통제되어 있지 않는 것으로 드러나고 있지만, 해당 지역은 조지아에서 분리 독립을 선언한 러시아의 괴뢰 정권으로 여겨지는 압하지야에 위치한다.